# Сакраменія
Сакраменія (ісп. Sacramenia) — муніципалітет в Іспанії, у складі автономної спільноти Кастилія-і-Леон, у провінції Сеговія. Населення — 503 особи (2010).
Муніципалітет розташований на відстані близько 120 км на північ від Мадрида, 65 км на північ від Сеговії.

## Демографія
Динаміка населення (INE ):

## Галерея зображень
- Vista de la portada de las ruinas de la ermita románica de San Miguel, en el cerro que domina Sacramenia.